# コウモリ爆弾
コウモリ爆弾（コウモリばくだん、英語：Bat bomb）は、第二次世界大戦でアメリカ合衆国によって開発された実験的な兵器である。
この兵器は、爆弾のような形をした1千以上の区切りがされた箱で、各区画には時限式焼夷弾を付けられて冬眠させられたメキシコオヒキコウモリが収納され、夜明けに爆撃機から投下されたコウモリ爆弾は、降下中にパラシュートを展開し、半径20-40マイルの軒下や屋根裏へ入り込むコウモリを解放するようになっていた。
この焼夷弾の意図は、当時の敵国であった日本の都市の大部分が木と紙によって建てられていたことから、広範囲の通常では攻撃できない場所に火災を引き起こすことであった。

## 開発の経過

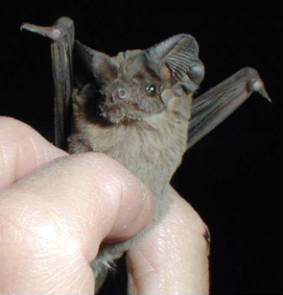
メキシコオヒキコウモリ

コウモリによる攻撃のアイデアを生み出したのは、ペンシルバニア州の歯科医でパイロットである発明家ライトル・S・アダムズである。彼はエレノア・ルーズベルト大統領夫人と縁があり、自身の計画をフランクリン・ルーズベルト大統領に渡してくれるよう1942年1月に彼女に頼んだ。
その後、動物学者のドナルド・グリフィンの助言を受け、フランクリン・ルーズベルト大統領は計画を承認した 。
この計画では、工業地帯が広く分散している日本の都市にコウモリ爆弾を投下することが計画されていた。コウモリは比較的高い場所から放出されることから遠くまで展開し、明け方には街中の建物に隠れることになる。そして、組み込まれたタイマーが爆弾を発火させ、広範囲に火災や混乱を引き起こすことを意図していた。
アメリカは、4つの生物学的な要因から第二次世界大戦中にコウモリ爆弾を開発することを決定した。まず第一に、米国内にはコウモリが生息する洞窟が大量にあったこと。第二に、コウモリが自分の体重以上の荷物を運べること。これは耐荷重試験も行われ、確認された。第三は、冬眠中は食事などのメンテナンスが必要ないこと。最後に第四の要因は、コウモリは夜行性で、明るくなると隠れる場所を探して休むという習性である。

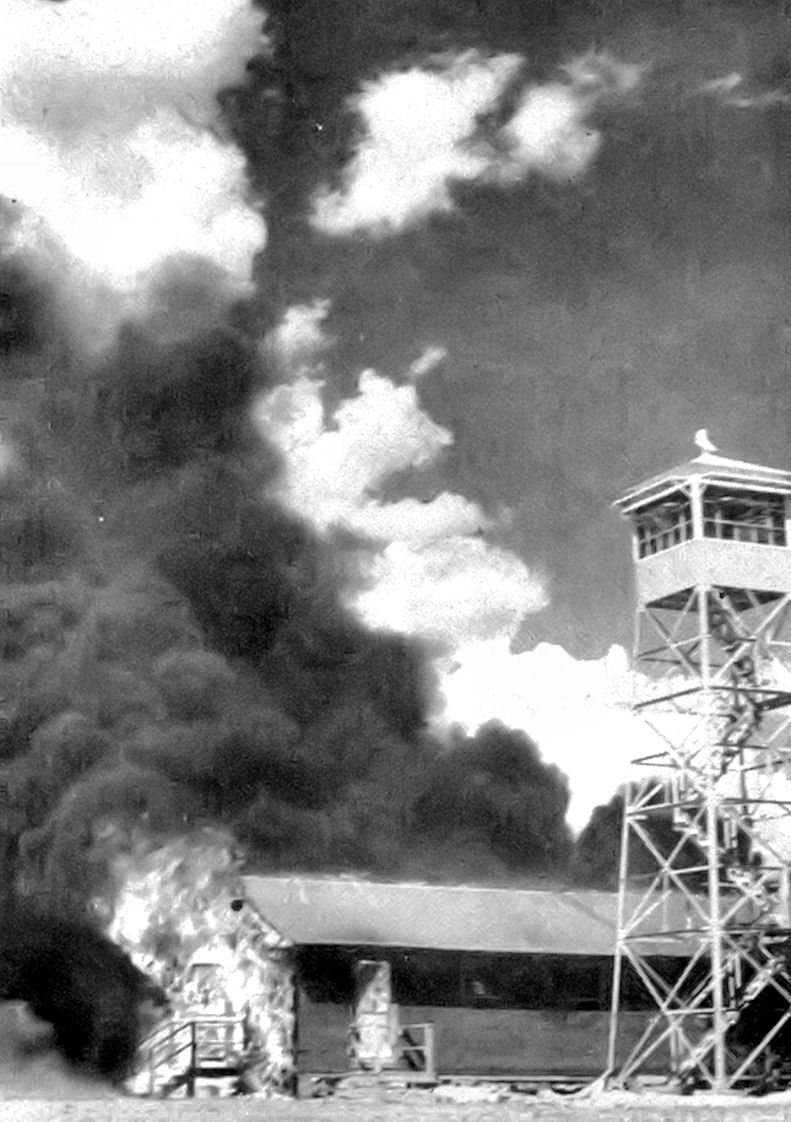
1943年、実験的なコウモリ爆弾から逃げ出したコウモリが、ニューメキシコ州のカルースバッド補助飛行場空軍基地に火災を起こした時の写真

陸軍による開発は進まず、1943年3月に国防研究委員会に協力が要請された。それを受けて、ナパームの開発者であるルイス・フィーザーが、この爆弾用に選定されたメキシコオヒキコウモリに運ばせる17.5グラムのナパーム弾を開発した。コウモリは冬眠状態で500ポンド爆弾用の弾筒内にトレイに入れられて詰められることとなっていた。投下されるとトレイは開き、気温によって冬眠から覚めたコウモリが飛び立つ、というものであった。
1943年5月にミューロック陸軍飛行場で最初の試験が行われた。この時はコウモリは手で投下された。コウモリを冬眠ではなく凍死させてしまったため、試験は失敗に終わった。また、この時はコウモリの調達でトラブルがあったため、次回の試験場所はコウモリ生息地近くのカールスバット陸軍飛行場になった。そこには離れた場所に予備飛行場が作られており、そこが試験場となった。2回目の試験では、コウモリにより正しく焼夷弾が運ばれることが示された。しかし、続いて模造弾ではなく実弾を使用した試験を行おうとした際、爆弾が作動状態にされた後、暑さで冬眠から覚めてしまったコウモリが逃げ出し、予備飛行場は火災で壊滅した。
この後、陸軍は計画を凍結。1943年秋に海兵隊がX線計画として計画を進めることになった。試験の結果はよく、準備も進められたにもかかわらず、計画は突如中止となった。
その後、悪名高い「コウモリによる侵略」プロジェクトは、ウィリアム・ドノバン将軍がこの計画を「Die Fledermaus Farce」（こうもり喜劇場）とみなすよう命令された戦略諜報局の調査開発ディレクターのスタンレー・ロベル (Stanley P. Lovell) 博士によって紹介された。ロベルはまた、試験中にコウモリが石のように地面に落ちていたことも述べている。